# Apasionata
Apasionata – albański film fabularny z roku 1983 w reżyserii Kristaqa Mitro i Ibrahima Muçaja.

## Opis fabuły
Tytuł pochodzi od pojawiającej się kilkakrotnie w filmie sonaty Ludwiga van Beethovena. Akcja filmu rozgrywa się w środowisku studentów Instytutu Sztuk w Tiranie. Tytułowa Appassionata stanowi pracę dyplomową studentki Miry. Jej ukochany Artur, student malarstwa, znalazł się w szkole dla zabawy i nie traktuje nauki poważnie. Między młodymi dochodzi do konfliktu. Artur zostaje sam.
Film otrzymał dwie nagrody aktorskie na VI Festiwalu Filmowym w Tiranie w 1985 (Matilda Makoçi i Agim Qirjaqi).

## Obsada
- Kastriot Çaushi jako Artur Raufi
- Matilda Makoçi jako Mira
- Agim Qirjaqi jako nauczyciel Jani
- Kadri Roshi jako Demosten Raufi
- Margarita Xhepa jako matka Artura
- Spiro Duni jako Guri
- Thimi Filipi jako Take Rizai, ojciec Miry
- Nertila Koka jako siostra Artura
- Antoneta Papapavli jako nauczycielka muzyki
- Marika Kallamata jako ciotka Artura
- Ndrek Shkjezi jako Nasi, dozorca w szkole
- Artan Sejko jako Agron
- Luiza Xhuvani jako studentka
- Esmeralda Hoxholli jako Ela
- Gjergj Xhuvani jako szklarz